# Mod lyset (monument)
 For alternative betydninger, se Mod lyset. (Se også artikler, som begynder med Mod lyset)
Mod Lyset er et monument, der blev rejst på hjørnet af Blegdamsvej og Tagensvej i Amorparken ved Rigshospitalet i 1909 til minde om lægen Niels Finsen og hans epokegørende opdagelse af lysets helbredende virkning. Monumentet er udformet af Rudolph Tegner og hører til den kunstneriske strømning vitalismen.
Niels Finsen modtog Nobelprisen i 1903 for sin revolutionerende brug af kulbuelys i behandling af hudtuberkulose. Han døde året efter, 1904. Københavns Kommune besluttede at rejse et monument for ham, og billedhuggeren Rudolph Tegner vandt konkurrencen om at skabe det. En komité med Herman Trier som formand ledede forløbet.
Oprindelig skulle skulpturgruppen stå foran Finsens medicinske Lysinstitut i Rosenvænget, men pladsen viste sig at være for trang, og pladsen ved det kommende Rigshospital blev valgt som alternativ.
Rudolph Tegner har med figurgruppen Mod Lyset skildret menneskets higen efter lyset i en figurgruppe på en meget høj klippeblok af granit med en stående, opadstræbende mand omgivet af tre forvredne siddende kvinder, der som manden strækker sig op imod lyset. Gruppen er støbt i bronze af kgl. hof-bronzestøber Lauritz Rasmussen. På granitsoklens forside står med indhugget skrift: "TIL MINDE OM/NIELS R. FINSEN/1860-1904". Skulpturen er signeret af Tegner på draperiet forneden til højre: "Rudolph Tegner/1909".

## Forarbejder
- Skitse. (1904). Plastelina og gips. 60,4 x 37,4 x 38,5 cm
- Skitse. 1904. Gips. 67,1 x 35,5 x 34,5 cm
- Skitse. 1905. Gips. 275 x 160 x 156 cm
- Skitse. 1906. Gips. 81 x 45,9 x 49,5 cm
- Skitse. 1906. Bronze, støbt 1918. 79,3 x 44,8 x 47,5 cm
- Niels Finsen. 1907. Gips. 81,5 x 59 x 60,5 cm. Tænktes på et tidspunkt indarbejdet i granitsoklen
- Endelig udformning. 1909. Gips. 581 x 370 x 287 cm

Alle findes i Rudolph Tegners Museum og Statuepark.